# Nouste Camp
El Nouste Camp anteriormente Stade de Pau es un estadio de fútbol así como un complejo de deportes que comprenden este estadio y así como un club-house, una oficina, un campo de entrenamiento sintético, vestuarios, y un polo amateur en Pau, sobre el municipio de Bizanos. Es la propiedad de la Ciudad de Pau. El proyecto de construcción fue iniciado en 2015, mientras que la construcción del estadio tuvo lugar de 2017 a 2018, con una inauguración en 2018.
De una capacidad de 1200 personas, el estadio acoge desde 2018 los encuentros de fútbol del Pau FC, que militaba antes en el Estadio du Hameau, que el Pau FC compartía con la Section Paloise desde 1991. 
El Nouste Camp es el estadio más pequeño de la Ligue 2 de fútbol francesa.

## Historia

### Proyecto de construcción
Este estadio, criticado por Joël Lopez a causa de su débil capacidad de recepción, es el primer estadio destinado al uso exclusivo del Pau FC. Efectivamente, el club compartía desde 1991 el Estadio du Hameau con la Section Paloise, como consecuencia del déménagement de los rugbymen que abandonaron el Estadio de la Cruz del Príncipe este año. La decisión de construir un estadio de fútbol a Pau es a poner al crédito del alcalde de la ciudad, François Bayrou.

### Trabajos
El estadio ha sido acabado al principio de la estación 2018-2019. Sin embargo, de los problemas de homologación del césped han conducido el Pau FC a tener que délocaliser ciertos partidos, antes de poder oficialmente disputar su primer partido en su nueva casa lo 14 de septiembre de 2018 frente al Fútbol Club Villefranche Beaujolais.
El estadio es evolutivo, con la posibilidad de añadir tribunas en caso de necesidad.

### Retraso
Debido a problemas de calidad de césped, no-homologada por la FFF, el Pau FC está obligado de posponer la venida de Chambly prevista el 10 de agosto, y de délocaliser al Estadio Didier Deschamps de Bayona el partido frente a Dunkerque (0–0) del 24 de agosto.
El estadio ha sido homologado finalmente frente a Fútbol Club Villefranche Beaujolais . Este partido se terminó con el resultado de 1-1

### Críticas
El estadio está juzgado demasiado modesto, sobre todo en términos de capacidad de recepción por informe a las necesidades del club., este que expresa el hombre-fuerte del club Joël Lopez.

## Acceso

### Por carretera
El Nuevo Estadio de Pau está ubicado a proximidad inmediata de la D817,más communément llamada Carretera de Tarbes. 
El Estadio es igualmente fácilmente accesible desde el A64 vía la Rocade de Pau.

### En autobús
El Nuevo Estadio de Pau es accessible por la cobertura urbana Idelis gestionado por la Sociedad de los transportes de la aglomeración paloise.

## Características
El nombre de este estadio no ha sido revelado a este día y está apodado localmente Nouste Camp, que significa « Nuestro terreno » en béarnais, en homenaje en Camp Nou, nombre catalán de uno de los estadios más famoso del planeta fútbol. El estadio podría no obstante verse nombrado « estadio de los Pirineos » o « estadio Jean Larqué » , en homenaje al padre del futbolista bearnes Jean-Michel Larqué que ha hecho mucho para el fútbol en la ciudad de Pau con la JAB de Pau.

### Características del estadio
El Estadio está compuesto de una tribuna lateral de 1200 lugares.
Además de esta tribuna principal, de las buttes de tierra serán dibujadas también modo gradins de manera idéntica al antiguo Estadio del Hameau, tipo de pesaje sentado en la hierba que permite acoger de 4 000 a 5 000 personas.
El estadio responde a las exigencias de categoría 3 de la Federación Francesa de Fútbol (nivel Nacional).

### Característicos del complejo
El complejo de deportes que comprenden el Nouste Camp permite al Pau FC de disponer de un club-house, de despachos, de un terreno de entrainement sintético, de vestiaires, y de un polo aficionado

### Aspectos financieros
El coste total de este proyecto financiado por la Comunidad de aglomeración Pau Béarn Pirineo se eleva a 3,4 millones de euros, con una participación de la Ciudad de Pau de 700 000 , del departamento de 573 000, así como del Centro nacional para el desarrollo del deporte y de la Federación francesa de fútbol.